# Cinnamomum amplexicaule
Cinnamomum amplexicaule là loài thực vật có hoa trong họ Nguyệt quế. Loài này được (Cham. & Schltdl.) Kosterm. miêu tả khoa học đầu tiên năm 1961.